# Sĩ Huy
Sĩ Huy (165 – 227), là một quan chức của nhà nước Đông Ngô thời Tam Quốc của Trung Quốc.
Sĩ Huy là con trai thứ ba của Sĩ Nhiếp, gốc Quảng Tín, quận Thương Ngô, Đông Ngô. Sau cái chết của cha mình vào năm 226, ông tự ý tiếp quản làm Thái thú quận Giao Chỉ.

## Sự nghiệp
Trong cùng năm này, Hoàng đế nước Đông Ngô là Tôn Quyền cho rằng Giao Châu quá xa để kiểm soát nên đã chia Giao Châu làm hai châu Quảng Châu và Giao Châu, Giao Chỉ thuộc đất Giao Châu mới. Lã Đại và Đái Lương (戴良) lần lượt được bổ nhiệm làm Thứ sử Quảng Châu và Giao Châu. Đồng thời, cách chức Thái thú Giao Chỉ của Sĩ Huy và phong ông làm An Viễn tướng quân, bổ nhiệm làm Thứ sử thú quận Cửu Chân, khu vực cách xa Giao Chỉ về phía nam, trong khi Trần Thức (陳時), một phụ tá thân cận của Tôn Quyền, sẽ thay thế ông làm Thái thú Giao Chỉ.
Biết được tin này, Sĩ Huy tỏ ra bất mãn, liền dấy binh, sai quân ngăn cản Đái Lương và Trần Thức tiến vào địa phận  của mình. Lã Đại được cử đến dẹp loạn. Sĩ Khuông, em họ của Sĩ Huy, được cử đến thuyết phục ông đầu hàng. Lã Đại hứa sẽ tha mạng cho Sĩ Huy, Sĩ Huy sau đó đầu hàng, mở cổng thành và cùng anh em cởi trần ra nghênh đón Lã Đại. Lã Đại chấp thuận nhưng ngay hôm sau đã xử tử anh em Sĩ Huy. Đầu của họ được gửi đến Vũ Xương.

## Gia đình
- Ông: Sĩ Tứ
- Cha: Sĩ Nhiếp
- Anh em: Sĩ Hâm (Ngẩm), Sĩ Chi, Sĩ Cán, Sĩ Tụng